# 통일아시아드 공원
통일아시아드 공원은 2002년 아시안게임 당시 북한 응원단을 태운 만경봉호가 다대포항에 입항하여 체류한 사실을 기념하고, 도심 내 부족한 주민쉼터를 확충하기 위해 조성된 기념공원이다. 2008년 12월 7일 준공되었다.

## 공원 개요
- 위치: 부산광역시 사하구 다대동 1585번지 일원 (매립지 남쪽, 9,928m2)
- 주요시설: 빛 조형물, 만남의 벽, 녹지공간, 분수, 운동시설, 트랙 등
- 사업비: 58억원
- 공사기간 : 2008년 5월 19일 - 2008년 11월 30일

## 같이 보기
- 다대포항